# Loi acoustique d'Ohm
Pour les articles homonymes, voir ohm.
Ne doit pas être confondu avec Loi d'Ohm ou Impédance acoustique.
La loi acoustique d'Ohm, parfois appelée loi de phase acoustique ou simplement loi d'Ohm, stipule qu'un son musical est perçu par l'oreille comme un ensemble d'un certain nombre de sons harmoniques purs constitutifs,.
En résumé, « cette loi indique que l'oreille peut percevoir les différentes fréquences constitutives d'un son mais pas leur déphasage. »

## Histoire et controverse
La loi a été proposée par le physicien Georg Ohm en 1843. Hermann von Helmholtz a élaboré la loi dans ce qui est souvent connu aujourd'hui comme la loi acoustique d'Ohm, en ajoutant que la qualité d'un son dépend uniquement du nombre et de la force relative de ses sons simples partiels, et non de leurs phases relatives,. Helmholtz a défendu la loi en opposition aux preuves contraires exposées par August Seebeck.
La loi a également été interprétée comme "une hauteur correspondant à une certaine fréquence ne peut être entendue que si l'onde acoustique contient une puissance à cette fréquence".
Ces lois sont vraies dans la mesure où l'oreille est sensible à la fréquence et à l'amplitude des ondes acoustiques et, en outre, est capable de résoudre les différences dans leur fréquence. Dans une époque plus récente, la sensibilité de l'ouïe humaine à la phase des composantes sonores a été largement étudiée. La controverse a conduit à cette caractérisation :

« Pendant des années, on a dit aux musiciens que l'oreille était capable de séparer tout signal complexe en une série de signaux sinusoïdaux - qu'elle agissait comme un analyseur de Fourier.  Ce quart de vérité, connu sous le nom d'autre loi d'Ohm, a contribué à accroître la méfiance des musiciens perspicaces à l'égard des scientifiques, puisqu'il leur apparaît clairement que l'oreille n'agit de la sorte que dans des conditions très restreintes. »

— Dixon Ward (1970)